# Peter Camenzind
Peter Carmezind foi a primeira novela escrita por Hermann Hesse, em 1903. Contém inúmeros temas que foram as preocupações de muitas das últimas palavras de Hesse, mais notavelmente a busca individual pela unidade espiritual e identidade física, em meio a natureza e a moderna civilização, e o papel da arte na formação da identidade pessoal.

## Resumo
A novela começa com a frase 'No princípio era o mito. Deus, em sua busca pela expressão, investiu a alma de hindus, gregos e alemães com poesia, e continua diariamente derramando poesia na alma de cada criança". Uma das características da novela é ser poética e ter como protagonista um poeta que investe em sua vida com realismo. O narrador facilmente lembra outros protagonistas de Hesse, isto é, (Siddartha, Goldmund e Harry Haller. Assim como eles, o protagonista sofre muito, como também passa por muitas jornadas intelectuais, físicas e espirituais. No curso dessas jornadas ele aprecia diversas paisagens da Alemanha, Itália, França e Suíça, bem como várias emoções que teve, que o faz ganhar experiência com a vida. No último estágio de sua vida, ele põe em prática a doutrina de São Francisco, quando cuidava dos aleijados.
Peter Carmezind, quando jovem, foi embora de sua cidade natal, para experimentar o mundo e se tornar um de seus cidadãos. Mas o personagem passou várias adversidades, como ter perdido sua mãe muito cedo, e como seu pai não se importava com ele, ele foi embora cedo para cursar uma universidade. Enquanto progredia com seus estudos, encontra e se apaixona por Rosi Girtanner e se torna um amigo íntimo de Richard, colega de universidade. Muito triste pela aproximação da morte, ele mergulha em diversas experiências da vida.
Mesmo embaraçado  com as vicissitudes da vida, ele frequentemente recorre ao álcool como um meio de confrontar a dura e inexplicável estranheza da vida. Depois, apaixona-se por Elizabeth, que casará com outro homem. Entretanto, sua jornada através da Itália o transforma de várias formas, e aumenta sua capacidade de amar a vida e enxergar beleza em todas as coisas. Isso acontece quando ele se torna amigo de Boppi, um inválido. Aprende o que significa amar outros seres humanos. Começa uma maravilhosa reflexão sobre a humanidade, através de Boppi, com quem faz uma amizade indestrutível. Depois que Boppi morre, Peter retorna ao seu vilarejo e cuida de seu envelhecido pai completando assim o grande trabalho de sua vida.